# 朱宸浮
石城安恪王朱宸浮（1482年—1548年），明朝石城恭靖王朱奠堵孙，朱奠堵庶子镇国将军朱觐镝子，母镇国将军夫人吴氏。

## 生平

### 受封
初封辅国将军。成化二十一年（1485年），朱覲鏑去世。成化二十二年（1486年），朱奠堵薨。弘治二年（1489年）九月，明孝宗御奉天殿，傳詔遣武安侯鄭英、懷寧侯孫泰、陽武侯薛倫、定西侯蔣驥、清平伯吳琮、東寧伯焦俊、興安伯徐盛、建平伯高進、彭城伯張信、修武伯沈坊持節充正使，尚寶司司丞楊泰、禮科左給事中韓鼎、戶科給事中祝俓、吏科給事中林廷玉、兵科給事中劉孟、刑科左給事中趙竑、工科給事中柴昇、中書舍人傅潮、吏部郎中周木、戶部員外郎耿文睿充副使，冊封朱宸浮為石城王。朱觐镝也因而被追封为石城端隐王。
岳阳国奉祀輔國將軍朱均鍠先前在天順、成化年間屡次奏请请求袭封岳阳王，但被礼部以没有辅国将军进封王爵的案例为由驳回，明英宗、明宪宗也没有准奏。弘治三年（1490年）十月，朱均鍠引用朱宸浮、樂安王朱宸湔、韓府樂平王朱徵錏都由辅国将军进封郡王的例子，再请袭封。禮部尚書耿裕等不敢輕議，孝宗命會同官员再議并下令查永樂以來事例，耿裕等查到辅国将军进封郡王是从朱豪㙷袭封长阳王开始，认为朱豪㙷是继承父亲，朱宸浮等三王是继承祖父，而朱均鍠想继承的是伯父的王位，建议不准。孝宗认可礼部的结论，最终没有同意朱均鍠袭封，并规定以后都如此办理。
弘治五年（1492年）十月，孝宗御奉天殿傳詔遣永康侯徐錡、陽武侯薛倫、駙馬都尉楊偉、崇信伯費淮、清平伯吳琮、建平伯高進、廣寧伯劉佶、彭城伯張信、吏部右侍郎周經、兵部左侍郎呂雯各自持節充正使，尚寶司司丞李㺬、戶科給事中叢蘭、兵科給事中涂旦、中書舍人李㺹、戶部郎中宋明、崔巖、兵部員外郎顧達、強滿、刑部郎中錢鏞、馬懋充副使，冊封生員黃淳的長女黃氏為石城王妃。

### 获罪被废
朱觐镝的媵妾安氏生朱宸潣，姜氏生朱宸澅。朱宸潣年长，但朱宸浮因是嫡出而袭封为王，兄弟因此不和。朱宸浮的胞弟朱宸浦因为同胞，依附朱宸浮。朱宸澅则与朱宸潣结党，群小依附。朱宸浮、朱宸潣都有不法行为，也都互相窥伺对方的阴私。朱宸浮与伯父的妾唐會全私通，将她藏在自己的私宅，又数次夺取良家女為媵，有时以小罪将小厮仆役拷掠至死，甚至令人逮捕缢杀，有人畏罪投井自杀，共死了九人。朱宸潣、朱宸澅、朱宸浦都曾经愤怒殺人，又放纵手下為害，與妓女淫亂。朱宸潣曾召尼姑入府私通，朱宸浦亲近樂工王錦，令侍女木香與王錦私通，又曾與劉潤仔共卧，因被侍女春妹窺见，逼令春妹吃盐而死。朱宸潣儿子的賜名敕书到了，朱宸浮抢先打开擲在地上。端隱王的贈諡册到了，朱宸潣也不入朱宸浮府邸謝恩。朱宸潣向富民涂秀借钱不得，怀疑是朱宸浮阻拦，就與所交好的儀賓顧官祥一条条记下朱宸浮的過惡，并诬陷朱宸浮用具、服饰僭越如皇帝，陰謀不軌，及与祖父妾私通等數十事，令人骑马上告；朱宸浮也请熊良馵上奏，诈称安氏与僧人海洪私通、朱宸澅令張夫人的馬媵與顧官祥淫亂及其他不法事，以吳妃名义上奏。熊良馵因而留在朱宸浮府上，數次與侍女薔薇等三人私通。明孝宗得到奏本，都交给江西鎮巡官勘報，朱宸浮、朱宸潣、朱宸澅奏辯不已，以朱奠堵的次妃余氏、王氏和吳妃、安氏、姜氏的名义前後各上奏十余次。孝宗于是命司禮監太監趙忠、大理寺左少卿王鑑之前去會同巡撫等官调查，发现虛實各半，赵忠于是上疏报告朱宸浮等罪狀，并擬熊良馵等的罪状，熊良馵因離間宗親、秽乱宫闱，當斬；敖福、陳富、胡端参与殺人，當絞；顧官祥挑拨王府，吳元壽行止有虧，當杖；又拟挑拨王府、縱橫害人當充軍者五十八人，陳瓚、頡賓、唐曙、廖直案情尤其严重，私下自宮投入王府，當解赴京城再問；宦官十五人，以鄧慶新之罪為首，其他當徒刑、杖刑者十八人。孝宗得知，于弘治十二年（1499年）九月詔令朱宸浮、朱宸潣革爵降為庶人，朱宸澅、朱宸浦革祿米三分之二，并降敕书切責，顧官祥、吳元壽各杖四十，革職為民；薔薇等三人及唐會全各杖八十，与木香都发回原籍；熊良馵、敖福、陳富、胡端依律處決，陳瓚等五十八人發廣西邊卫永遠充軍，陳瓚、頡賓、唐曙、廖直杖责一百發遣，其餘准議。
后来宁王朱宸濠谋反，朱宸浮不愿同反，被朱宸濠诬陷。正德四年（1509年）閏九月，朱宸浮的印册冠服等被送缴。朱宸濠夺走朱宸浮的家产，朱宸浮的妻子黄氏被囚死，草草埋葬于城外。

### 复封
嘉靖八年（1529年）十二月，因黄氏所生的鎮國將軍朱拱棧的请求，黄氏被追封为石城王妃。
嘉靖十八年（1539年）二月，朱宸浮、朱宸浦引用朱宸潣死后得到追封祭葬的例子，也累次上奏请求恢复冠帶。礼部认为朱宸浮过往罪行属实，但并不严重，被革爵已经三十余年，屡经恩典宽宥，江西巡按御史司官也勘察得知朱宸浮因得罪朱宸濠，生活困苦很久了，值得同情，请求酌情赐冠带，恢复爵位。明世宗准许。嘉靖二十四年（1545年）四月，朱宸浮奏请按岷王朱彦汰等事例賜復原封爵祿，世宗怜悯朱宸浮因得罪朱宸濠，陷入贫困，年老无以赡养，给三分之一岁禄。

### 身后
嘉靖二十七年（1548年），朱宸浮卒，追封安恪王。嘉靖三十一年（1552年）十一月，世宗命乐安王朱拱椤代理石城王府事。《明史》《弇山堂别集》作无嗣除国，但《明实录》又记载嘉靖三十一年（1552年）十月朱宸浮诸子在世（见下），及萬曆二十二年（1594年）七月，因礼部请求，朱宸浮的孙子輔國將軍朱多燽受任奉祀。
南明年间复封朱议𣴖为石城王，史料没有记载他是否朱宸浮的直系子孙。

## 著作
著有《孤憤詩草》一卷。

## 评价
《弇山堂别集》卷074有根据谥法对朱宸浮的评价，但已阙。

## 家庭

### 妻妾
- 王妃黃氏，生朱拱棧

### 子孫
- 庶長子：朱拱棨，弘治六年（1493年）六月賜名[15]，早卒未封[16]
- 嫡子：鎮國將軍朱拱棧，嘉靖三十一年（1552年）十月因群毆新建縣知縣劉勃，奪俸半年[17]
  - 第一子：朱多熋，早卒未封[16]
  - 第二子：輔國將軍朱多燽[18]，奉敕供祀香火[16]
    - 第一子：朱謀⿱𡉟丘，早卒未封[16]
    - 第二子：奉國將軍朱謀𡌜[16]

  - 第三子：輔國將軍朱多燚[16]
    - 第一子：奉國將軍朱謀𧾍[16]
    - 第二子：奉國將軍朱謀𧺯[16]
    - 第三子：奉國將軍朱謀埽[16]
- 子：鎮國將軍朱拱𱣝[18]
  - 第一子：輔國將軍朱多𤉨[18]
    - 第一子：奉國將軍朱謀𥫍[16]
      - 第一子：朱統䥯，待封[16]

    - 第二子：奉國將軍朱謀𡎸[16]

  - 第二子：輔國將軍朱多𭴌[18]
  - 第三子：輔國將軍朱多𤒢[16]
    - 第一子：朱謀㙰，待封[16]
    - 第二子：朱謀𠳊，待封[16]
- 子：鎮國將軍朱拱楒，一作「朱拱𣔴」[18][16]，嘉靖三十一年（1552年）十月因群毆新建縣知縣劉勃，奪俸半年[17]
  - 第一子：輔國將軍朱多爅[18]
    - 第一子：奉國將軍朱謀坴[16]
    - 第二子：奉國將軍朱謀喜[16]
      - 第一子：鎮國中尉朱統鈖[16]
      - 第二子：朱統鋤，待封[16]

    - 第三子：奉國將軍朱謀𡐉[16]
    - 第四子：奉國將軍朱謀⿱⿰禾長土[16]

  - 第二子：輔國將軍朱多熓[16]
    - 第一子：朱謀壑，未封[16]
- 庶子：鎮國將軍朱拱𣑁[18]，嘉靖三十一年（1552年）十月因群毆新建縣知縣劉勃，廢為庶人[17]
  - 第一子：輔國將軍朱多炷[18]
    - 第一子：奉國將軍朱謀𡔇[16]
      - 第一子：朱統鎬，待封[16]
      - 第二子：朱統鋂，待封[16]

  - 第二子：輔國將軍朱多煂[16]
    - 第一子：奉國將軍朱謀[16]
      - 第一子：朱統鈨，待封[16]

    - 第二子：奉國將軍朱謀㙜[16]

  - 第三子：輔國將軍朱多[16]
    - 第一子：奉國將軍朱謀𪃋[16]
      - 第一子：朱統鏘，待封[16]

    - 第二子：奉國將軍朱謀𡊶[16]

  - 第四子：輔國將軍朱多𤑡[16]
    - 第一子：奉國將軍朱謀逵[16]
    - 第二子：奉國將軍朱謀㙊[16]

  - 第五子：輔國將軍朱多㷻[16]
    - 第一子：奉國將軍朱謀佳[16]
    - 第二子：朱謀垿，早卒未封[16]

  - 第六子：輔國將軍朱多𬋘[16]
    - 第一子：奉國將軍朱謀超[16]
- 子：鎮國將軍朱拱㭼[18]，嘉靖三十一年（1552年）十月因群毆新建縣知縣劉勃，奪俸半年[17]
  - 第一子：輔國將軍朱多熉[18]
    - 第一子：奉國將軍朱謀𡈾[16]
      - 第一子：朱統䥄，待封[16]
      - 第二子：朱統銇，待封[16]
      - 第三子：朱統鏗，待封[16]

    - 第二子：奉國將軍朱謀⿱⿰镸尔土[16]
    - 第三子：奉國將軍朱謀臶[16]
    - 第四子：奉國將軍朱謀鴶[16]
    - 第五子：奉國將軍朱謀𡹐[16]
    - 第六子：奉國將軍朱謀趜[16]

  - 第二子：輔國將軍朱多烢[16]
    - 第一子：奉國將軍朱謀塝[16]
      - 第一子：朱統鋙，待封[16]

    - 第二子：奉國將軍朱謀𨿌[16]

  - 第三子：輔國將軍朱多㷵[16]
    - 第一子：朱謀⿱𱖨畐，早卒未封[16]
    - 第二子：朱謀⿰土道，早卒未封[16]
    - 第三子：朱謀遠，早卒未封[16]
    - 第四子：奉國將軍朱謀嘉[16]

  - 第四子：輔國將軍朱多熧[16]
    - 第一子：奉國將軍朱謀碧[16]
    - 第二子：奉國將軍朱謀圿[16]
    - 第三子：朱謀壓，早卒未封[16]